# Guerra di Finlandia
La guerra di Finlandia fu un conflitto combattuto dagli eserciti dell'Impero russo e del Regno di Svezia dal febbraio del 1808 al settembre del 1809, nel più ampio contesto delle guerre napoleoniche. Uscita sconfitta dal conflitto, la Svezia fu costretta a firmare il trattato di Fredrikshamn, con cui cedeva i territori dell'attuale Finlandia all'Impero russo.

## Antefatti
A seguito della firma del trattato di Tilsit nel luglio 1807, lo zar Alessandro I di Russia si era visto riconoscere da Napoleone Bonaparte le sue pretese egemoniche sulla Svezia, alleata del Regno Unito ed in guerra contro la Francia imperiale; Napoleone stesso sperava che la minaccia russa avrebbe spinto gli svedesi ad abbandonare l'alleanza con i britannici e ad aderire al Blocco continentale. Lo zar puntava in particolare a strappare dal dominio svedese la Finlandia, onde meglio proteggere da future ostilità la sua capitale San Pietroburgo.

## La guerra
L'esercito russo del generale Fëdor Buxhoeveden penetrò in Finlandia il 21 febbraio 1808, anche se una formale dichiarazione di guerra alla Svezia venne emanata solo nell'aprile seguente; gli svedesi, colti di sorpresa, disponevano solo di poche migliaia di uomini nella regione, visto che il grosso dell'esercito era stato concentrato dal re Gustavo IV nel sud della Svezia per prevenire un possibile attacco da parte dei danesi, alleati di Napoleone; il 14 marzo successivo la Danimarca-Norvegia dichiarò guerra alla Svezia e il conseguente conflitto si sovrappose alla guerra di Finlandia.
Il grosso delle truppe svedesi del generale Klingspor si ritirò in Ostrobotnia, lasciando solo poche guarnigioni a presidio delle fortezze principali; in breve tempo, i russi si assicurarono il controllo della Finlandia meridionale incontrando solo scarsa resistenza, mentre altri contingenti venivano inviati ad occupare le isole Åland e Gotland. Il nuovo comandante svedese, generale Carl Johan Adlercreutz, preparò un contrattacco nell'aprile seguente, potendo contare anche sullo scoppio di una insurrezione anti-russa delle popolazioni finlandesi, particolarmente attiva nella regione di Hamina; l'avanzata russa verso la Finlandia centrale venne arrestata e gli svedesi colsero due importanti successi nelle battaglie di Siikajoki (18 aprile) e di Revolax (27 aprile).
In maggio una flotta svedese, con il pieno sostegno della popolazione locale, inflisse una nuova sconfitta ai russi obbligando alla resa il contingente inviato su Gotland; il 26 maggio un contingente britannico, al comando del generale sir John Moore, venne inviato nel porto di Göteborg, ma, a causa di insanabili disaccordi con il re Gustavo IV, venne ritirato poco dopo ed inviato in Spagna, lasciando solo una piccola flotta in appoggio agli svedesi.
Dopo le sconfitte nell'aprile precedente, il contingente russo del generale Buxhoeveden ricevette consistenti rinforzi e, dopo aver represso l'insurrezione nelle sue retrovie, lanciò una nuova offensiva a metà agosto del 1808; i russi ottennero importanti vittorie nelle battaglie di Kuortane (1º settembre), di Salmi (2 settembre) e di Oravais (14 settembre) e, nonostante la sconfitta patita ad opera del generale svedese Georg Carl von Döbeln nella battaglia di Jutas il 13 settembre, obbligarono gli svedesi a ritirarsi dalla Finlandia. Il 29 settembre, pressato dall'inizio precoce dell'inverno, Buxhoeveden sottoscrisse una tregua con gli svedesi, attirandosi le critiche dello zar; nel dicembre seguente, Buxhoeveden venne sostituito con il generale Gotthard Johann von Knorring. Nonostante le pressioni da San Pietroburgo che lo invitavano a riprendere subito l'offensiva, lanciando un audace attacco attraverso il golfo di Botnia ghiacciato per portare la guerra direttamente in Svezia, Knorring rinviò tutte le operazioni fino al marzo del 1809.
Le truppe russe iniziarono la loro marcia sul mare ghiacciato il 13 marzo; quello stesso giorno, a Stoccolma, il re Gustavo IV, incolpato della perdita della Finlandia, venne detronizzato da una congiura di ufficiali dell'esercito, che lo obbligarono ad abdicare in favore dello zio Carlo XIII di Svezia. Quattro giorni dopo un contingente russo agli ordini del generale Pëtr Bagration occupò le isole Åland marciando attraverso il mare ghiacciato, mentre un secondo distaccamento raggiungeva la terraferma svedese il 19 marzo, fermandosi a 70 km dalla capitale; un terzo contingente russo, guidato dal generale Michael Barclay de Tolly, attraversò il golfo di Botnia ghiacciato più a nord, prendendo Umeå il 24 marzo ed obbligando alla resa un esercito svedese a Tornio il giorno seguente.

## Conseguenze
La guerra si trascinò ancora fino all'agosto del 1809, principalmente perché il nuovo re Carlo XIII cercava di ottenere migliori condizioni di pace; il 17 settembre, dopo lunghi negoziati, venne infine firmato il trattato di pace di Fredrikshamn: la Svezia cedette alla Russia tutta la Finlandia e parte della Lapponia ad est del Torne älv, territori che vennero riuniti in un Granducato di Finlandia sotto controllo russo. Il 6 gennaio 1810, con la mediazione del governo russo, Svezia e Francia sottoscrissero il trattato di Parigi: il governo svedese aderì al Blocco Continentale e chiuse i propri porti alle navi britanniche, provvedendo anche a dichiarare formalmente guerra al Regno Unito.